# Cheryl Foster
Cheryl Foster (* 4. Oktober 1980 in Bangor) ist eine walisische Fußballschiedsrichterin und ehemalige -spielerin. Von 1997 bis 2011 spielte sie für die walisische Fußballnationalmannschaft und war zum Zeitpunkt ihres Karriereendes Rekordnationalspielerin. Nach dem Ende ihrer Spielerlaufbahn wechselte sie zur Schiedsrichterei und steht seit 2016 auf der Liste der FIFA-Schiedsrichter. Sie amtierte unter anderem bei der Europameisterschaft 2022 und bei der Weltmeisterschaft 2023.

## Karriere als Spielerin

### Im Verein
Nach ersten Anfängen bei den Conwy Devils spielte Foster zunächst für die Frauenmannschaft von Bangor City und erreichte mit dem Team unter anderem den UEFA Women’s Cup. Im Jahr 2003 wechselte sie zum FC Liverpool. Obwohl sie ursprünglich geplant hatte, ihre aktive Karriere mit 30 Jahren zu beenden, motivierte sie die Einführung der FA Women’s Super League zwei weitere Spielzeiten für Liverpool zu bestreiten. 2013 wechselte sie für eine Saison zum Ligarivalen Doncaster Rover Belles, bevor sie ihre Spielerlaufbahn endgültig beendete.

### In der Nationalmannschaft
Foster durchlief alle Jugendnationalmannschaften der Waliser, bevor sie im Spiel gegen Irland im Alter von 17 Jahren ihr Debüt für die walisische A-Nationalmannschaft gab. In den folgenden 63 Spielen gelangen ihr 9 Tore, zum Anlass ihres 50. Länderspiels führte sie die Mannschaft als Kapitänin aufs Feld. Eine Qualifikation für ein großes Turnier blieb ihr mit den Waliserinnen verwehrt, sie nahm allerdings viermal mit der Nationalmannschaft am Einladungsturnier um den Algarve-Cup teil. Zum Zeitpunkt ihres Ausscheidens aus dem Nationalteam war Foster walisische Rekordnationalspielerin, mittlerweile wurde sie in dieser Hinsicht von mehreren Spielerinnen übertroffen.

## Karriere als Schiedsrichterin
Im Anschluss an ihre Laufbahn als Spielerin absolvierte Foster 2013 einen Schiedsrichter-Lehrgang. Bereits drei Jahre später wurde sie vom walisischen Fußballverband für die Liste der FIFA-Schiedsrichter nominiert, was sie zur Leitung internationaler Partien berechtigt. Ihr internationales Debüt gab sie im November 2017 bei der WM-Qualifikationspartie zwischen der Schweiz und Belarus. 2018 war sie die erste Frau, die ein Spiel in der Cymru Premier – der höchsten rein-walisischen Spielklasse – leitete. Im gleichen Jahr amtierte Foster auch bei der U-19-EM 2018. Von der UEFA wurde sie 2022 als eine von 13 Hauptschiedsrichterinnen für die Fußball-Europameisterschaft der Frauen 2022 in England berufen. Bei dem Turnier leitete sie drei Spiele, darunter das Halbfinale der deutschen Elf gegen Frankreich.
Einen Monat später kam Foster im August 2022 bei der U-20-Weltmeisterschaft 2022 in Costa Rica zum Einsatz. Nach insgesamt zwei Spielleitungen in Gruppenphase und Viertelfinale unterstützte sie im Endspiel Schiedsrichterin Emikar Calderas Barrera als Vierte Offizielle.
Am Ende der Spielzeit 2022/23 wurde Foster von der UEFA für die Leitung des Finales der UEFA Women’s Champions League zwischen dem FC Barcelona und dem VfL Wolfsburg nominiert.
Bei der Fußball-Weltmeisterschaft der Frauen 2023 in Australien und Neuseeland gehörte Foster ebenfalls zum Aufgebot der Unparteiischen. Bei dieser leitete sie zusammen mit Michelle O’Neill und Franca Overtoom insgesamt vier Spiele, darunter zwei Gruppenspiele, ein Achtelfinale sowie das Spiel um Platz 3 zwischen Schweden und Australien (2:0).
Im Februar 2025 gab sie ihr Karriereende bekannt.

### Einsätze bei der Europameisterschaft 2022
| Phase        | Datum         | Spielort      | Heimmannschaft | Gastmannschaft | Ergebnis  |
| ------------ | ------------- | ------------- | -------------- | -------------- | --------- |
| Gruppenphase | 9. Juli 2022  | Sheffield     | Niederlande    | Schweden       | 1:1 (0:1) |
| Gruppenphase | 14. Juli 2022 | Rotherham     | Frankreich     | Belgien        | 2:1 (2:1) |
| Halbfinale   | 27. Juli 2022 | Milton Keynes | Deutschland    | Frankreich     | 2:1 (1:1) |

### Einsätze bei der Weltmeisterschaft 2023
| Phase            | Datum         | Spielort   | Heimmannschaft | Gastmannschaft | Ergebnis  |
| ---------------- | ------------- | ---------- | -------------- | -------------- | --------- |
| Gruppenphase     | 24. Juli 2023 | Adelaide   | Brasilien      | Panama         | 4:0 (2:0) |
| Gruppenphase     | 29. Juli 2023 | Wellington | Schweden       | Italien        | 5:0 (3:0) |
| Achtelfinale     | 5. Aug. 2023  | Auckland   | Schweiz        | Spanien        | 1:5 (1:4) |
| Spiel um Platz 3 | 19. Aug. 2023 | Brisbane   | Schweden       | Australien     | 2:0 (1:0) |

## Persönliches
Foster arbeitet hauptberuflich als Sportlehrerin in Chester.